# Оберндорф-ін-Тіроль
Оберндорф-ін-Тіроль (нім. Oberndorf in Tirol) — містечко й громада округу Кіцбюель у землі Тіроль, Австрія.
Оберндорф-ін-Тіроль лежить на висоті 687 над рівнем моря і займає площу 17,7 км². Громада налічує 2019 мешканців. 
Густота населення 114/км².
Оберндорф лежить у долині Лойкен між Кіцбюелем і Санкт-Йоганом. До складу громади входять кілька невеличких сіл. Є залізнична станція. Основні галузі — туризм і видобуток каменю. Раніше тут видобували мідь. 
|                                              |
| Оберндорф-ін-Тіроль на мапі округу та землі. |

```
Адреса управління громади: Josef-Hager Straße 15, 6372 Oberndorf in Tirol.
```

## Демографія
Історична динаміка населення міста за даними сайту Statistik Austria